# Polytmus
A Polytmus a madarak osztályának sarlósfecske-alakúak (Apodiformes) rendjébe és a kolibrifélék (Trochilidae) családjába tartozó nem. Az alcsaládi besorolása bizonytalan, egyes szervezetek a valódi kolibriformák (Trochilinae) alcsaládjába sorolják ezt a nemet és a fajokat is.

## Rendszerezésük
A nembet Mathurin Jacques Brisson francia zoológus írta le 1760-ban, az alábbi fajok tartoznak ide:
- pantanáli aranybegy (Polytmus guainumbi)
- zöldfarkú aranybegy (Polytmus theresiae)
- tepui aranybegy (Polytmus milleri)

## Előfordulásuk
Dél-Amerika területén honosak. Természetes élőhelyeik a szubtrópusi és trópusi esőerdők, mangroveerdők, gyepek és szavannák. Állandó, nem vonuló fajok.

## Megjelenésük
Testhosszuk 10-12 centiméter körüli.